# تایلر هابارد
تایلر هابارد (به انگلیسی: Tyler Hubbard) (زاده ۳۱ ژانویهٔ ۱۹۸۷) خواننده آمریکایی است.
او عضو گروه فلوریدا جورجیا لاین است.